# Alchemilla grandidens
Alchemilla grandidens é uma espécie de rosácea do gênero Alchemilla, pertencente à família Rosaceae.